# Sender de la costa de Gal·les

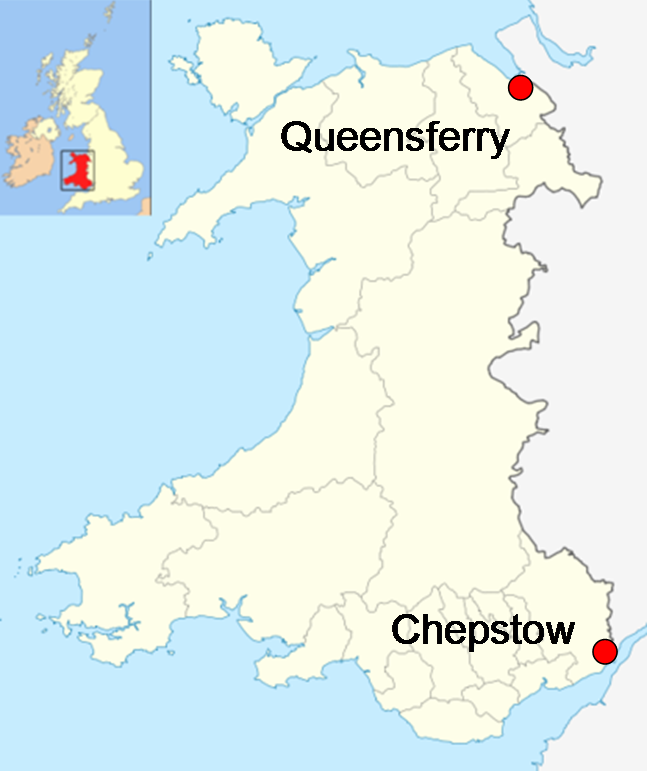
Inici i fi del sender de la costa de Gal·les

El sender de la costa de Gal·les (en gal·lès: Llwybr Arfordir Cymru) és un sender de Gran Recorregut que segueix tota la costa de Gal·les, en el Regne Unit. Obrí les portes el 5 de maig de 2012, i ofereix uns 1400 km) de ruta a peu des de Chepstow al sud fins a Y Fferi Isaf al nord. Gal·les és la primera nació al món que ofereix un sender a través de tota la seva costa. El camí discorre per onze reserves naturals nacionals i altres reserves naturals com les gestionades per The Wildlife Trusts o la Royal Society for the Protection of Birds (RSPB) Lonely Planet disposa a la costa de Gal·les en el top 10 de regions per a l'any 2012.

## Característiques

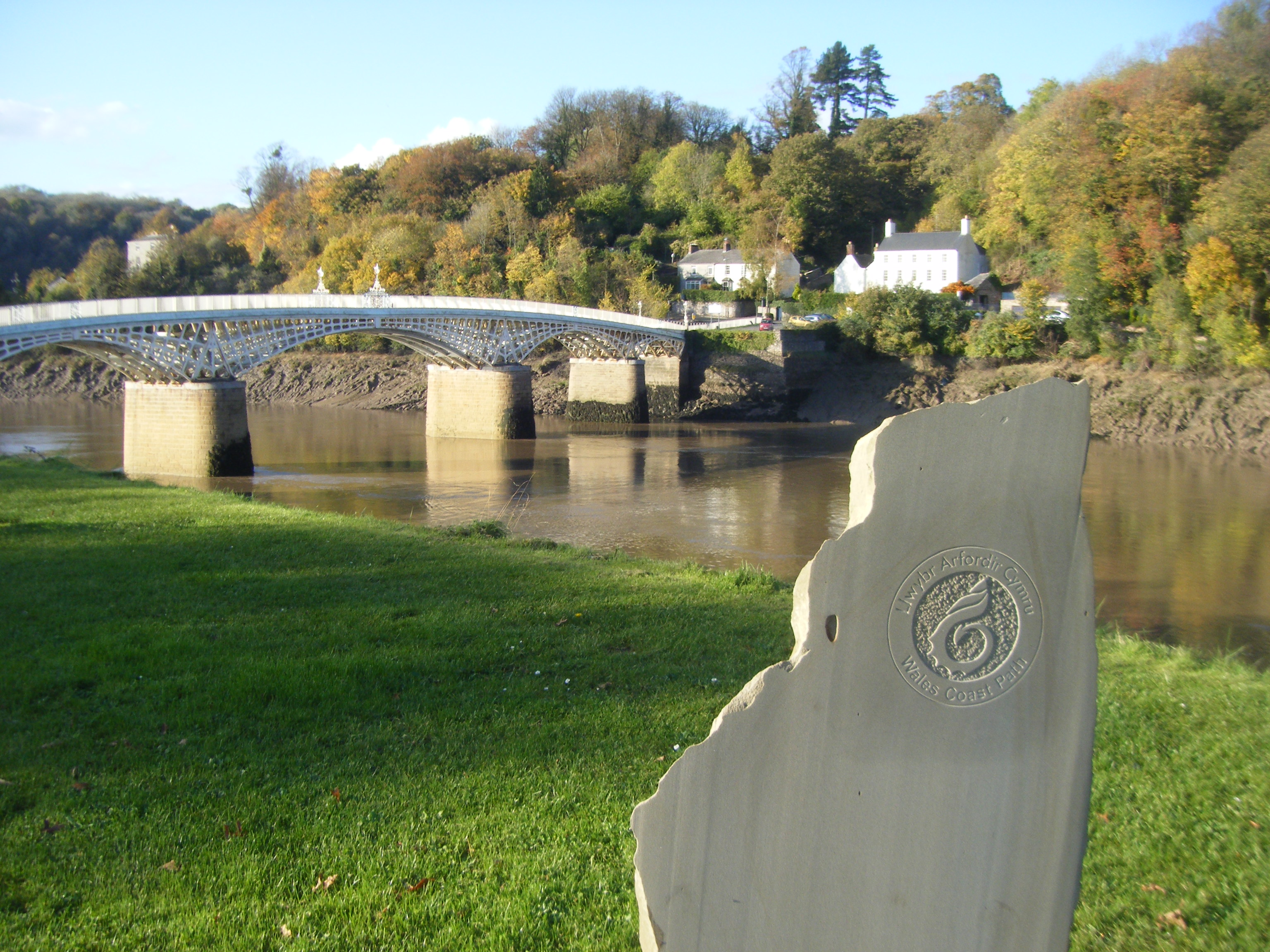
Chepstow

El sender de la costa de Gal·les fou inaugurat el 5 de maig de 2012 com el primer sender costaner del món en cobrir tota una nació. Des del seu inici se segueix tota la costa gal·lesa de Chepstow al sud fins a Queensferry al nord. Moltes parts ja tenien camins establerts com el Camí del Nord de Gal·les, la ruta costanera d'Anglesey i el Sender de Llŷn. El sender de la costa de Pembrokeshire ja estava designat com un sender nacional, i en 2011 fou triat per la revista National Geographic com la segona millor destinació costanera al món.
El camí discorre a través de 1400 km de la paisatgística costa, des de la desembocadura del riu Dee, al llarg de la costa nord de Gal·les, amb els seus pobles costaners, sobre l'estret de Menai a l'illa d'Anglesey, des de la península de Llyn per la badia de Cardigan, a través de l'únic parc nacional costaner de Gran Bretanya a Pembrokeshire, al llarg de quilòmetres de terra, a través de Gower, pel passeig marítim de la badia de Cardiff i Cardiff, la capital de Gal·les, a la zona del mercat de Chepstow. Tota la ruta és accessible per senderistes i, quan és adequat, algunes seccions poden ser utilitzades per ciclistes, famílies amb carrets per a bebès, persones amb mobilitat reduïda o genets.
La responsabilitat general d'establir la ruta d'accés es va aconseguir amb el Consell de Camp de Gal·les (ara Recursos Naturals de Gal·les), però la gestió sobre el terreny correspon a les 15 àrees del govern local que atravesa. Cinc senders senyalitzats com de llarga distància en la costa ja estaven establerts en Pembrokeshire, Anglesey, Gwynedd, Ceredigion i la costa nord de Gal·les. Aquest van formar la base per a cinc de les vuit àreaes geográfiques que ara conformen la ruta. Les tres àrees restants es componen dels comdats individuals, combinats i ciutats dels comtats costaners.

## Seccions del sender
| Ubicació de la secció que compon el sender (de nord a sud) | Data d'obertura | Mapa                                     |
| ---------------------------------------------------------- | --------------- | ---------------------------------------- |
| Costa del nord de Gal·les i Dee Estuary.                   | 1997            | Costa del nord de Gal·les i Dee Estuary. |
| Illa d'Anglesey.                                           | 2006            | Illa d'Anglesey.                         |
| Menai, Llŷn i Meirionnydd                                  | 2006            | Menai, Llŷn i Meirionnydd                |
| Ceredigion                                                 | 2008            | Ceredigion                               |
| Pembrokeshire                                              | 1970            | Pembrokeshire                            |
| Carmarthenshire                                            |                 | Carmarthenshire                          |
| Gower i Swansea Bay                                        | 2012            | Gower i Swansea Bay                      |
| South Wales Coast i Severn Estuary                         | 2012            | South Wales Coast i Severn Estuary       |

## Galeria
| - Far Strumble Head - Sender de Pembrokeshire - Sender de Pembrokeshire entre Pwllgwaelod i Fishguard - Platja de Mwnt |